# Station Lunéville
Station Lunéville is een spoorwegstation in de Franse gemeente Lunéville.